# Oedipus (Seneca)

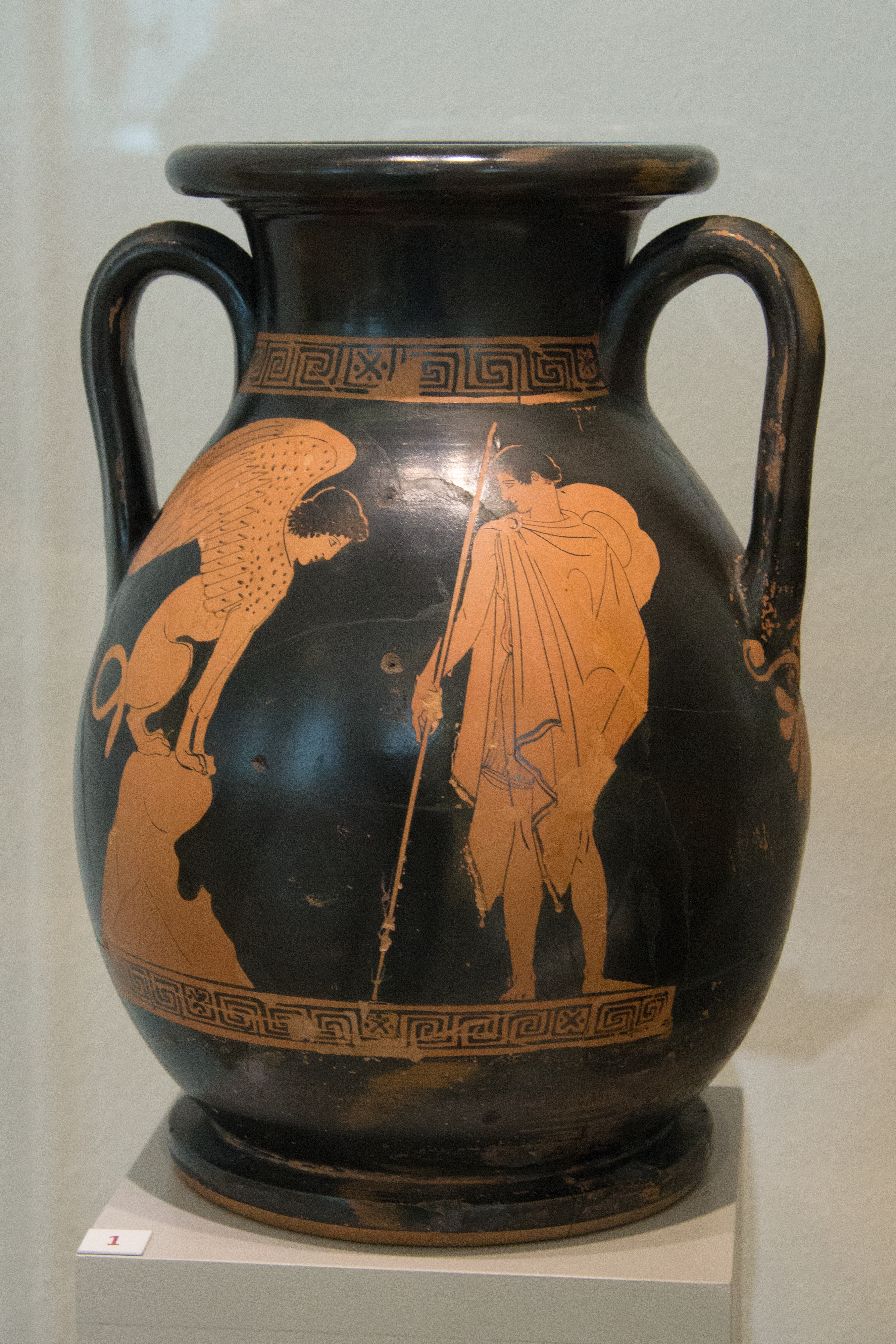
Oedipus und Sphinx, Berlin, Antikensammlung F 2344, 5. Jh. v. Chr.

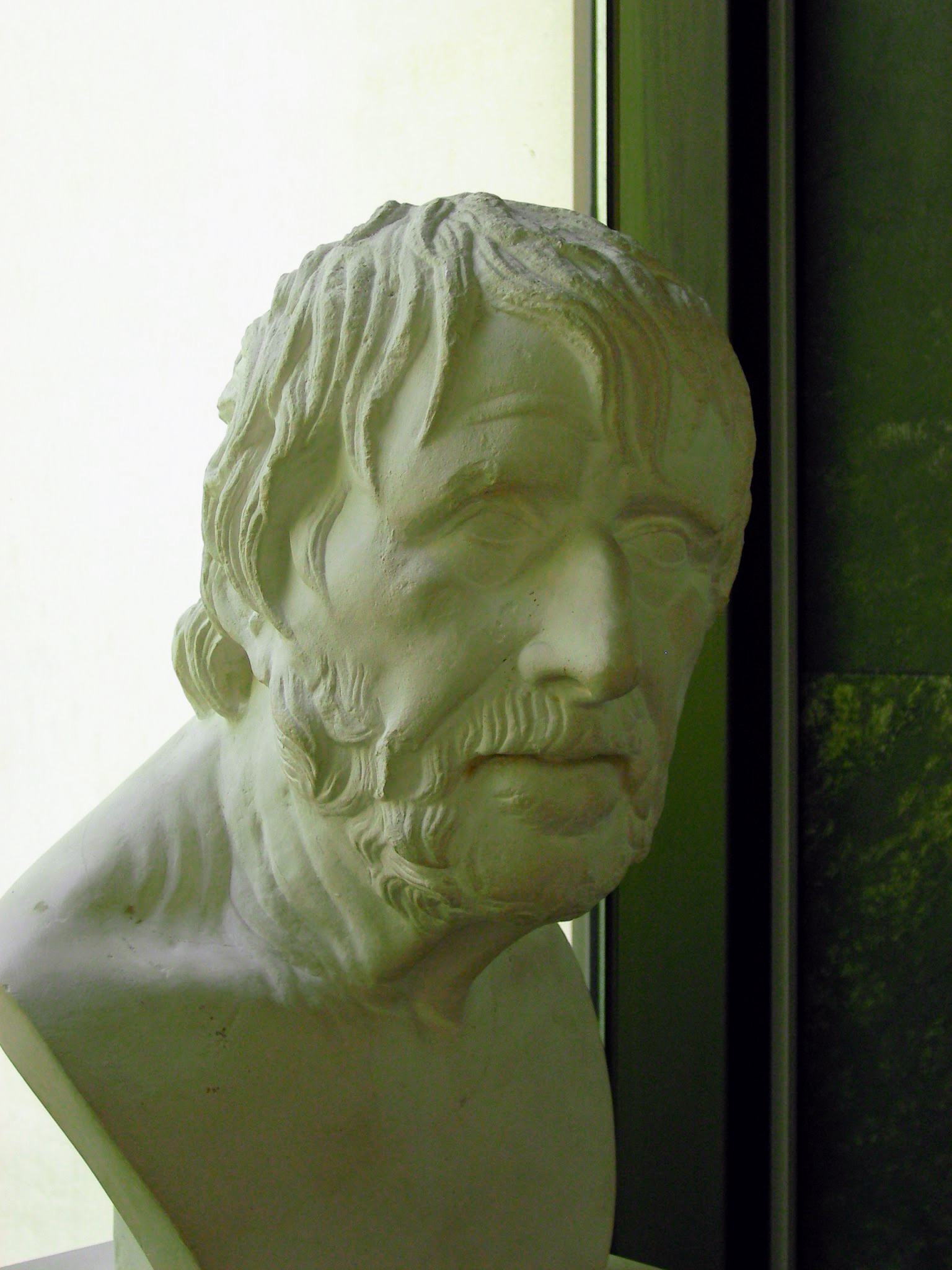
Seneca-Büste, München

Oedipus ist eine Tragödie in sechs Akten des Seneca (1–65 n. Chr.). Das Stück spielt im antiken Theben und beruht auf dem Ödipus-Mythos.

## Übersicht

### Die Personen des Dramas
- Ödipus, König von Theben
- Iokaste, seine Frau
- Chor der Thebaner
- Kreon, Bruder Iokastes
- Tiresias, Priester und Seher in Theben
- Manto, Tochter und Führerin des blinden Tiresias
- Alter Mann aus Korinth, Bote
- Phorbas, ein alter Hirte des thebanischen Hofes
- Diener des Ödipus, Bote
- weitere (stumme) Diener und Gefolge des Ödipus

### Ort der Handlung
Die Tragödie spielt in Theben vor dem Palast.

### Handlungsführung
Zwar orientiert sich Seneca in seiner Interpretation des mythischen Stoffes auch an Sophokles, doch hat Seneca seine eigene Version gefunden. Heldmann spricht sogar von einem Anti-Oedipus. Seneca setzt andere Schwerpunkte. Das Problem menschlicher Erkenntnisfähigkeit steht nicht im Vordergrund, sondern die Frage, wie ein Herrscher, konfrontiert mit seinen Verbrechen, sich verhält. Im Prolog wird der verunsicherte Ödipus, als Einziger verschont von der Pest, von Seneca seiner mit Unheil geschlagenen Stadt gegenübergestellt. Der Schluss greift den Prolog auf, indem der erniedrigte Ödipus, der von sich selbst im Wahn geblendete und bestrafte ehemalige König, die Stadt verlässt und von allem Unheil befreit. Auch Sophokles bezieht Prolog und Schluss aufeinander: Am Anfang ist Ödipus noch der von allen verehrte König, am Schluss ein Ausgeschlossener und Verstoßener. Zwei Wege, zwei unterschiedliche Interpretationen.

### Fünf oder sechs Akte?
Die Einteilung des Ödipus in fünf oder sechs Akte ist umstritten. Nach den großen Tragödien des fünften Jahrhunderts hatte diese Theorie auch in Rom Akzeptanz finden können. Insofern haben verschiedene Altphilologen für fünf Akte plädiert. Konrad Heldmann weist aber darauf hin, dass dann willkürlich die die Akte beschließende Funktion des Chorliedes in Z 980-997 aufgehoben würde.

## Handlung

### Akt I
Mit dem Prolog des Ödipus werden wir sofort in die Verwicklungen der Tragödie geworfen. Das über Ödipus schwebende Orakel des Vatermordes ist sofort präsent. Er stellt sich als jemand vor, der sich selbst nicht vertrauen kann. Einzig er sei verschont von der Pestepidemie und für noch größeres Unheil aufgespart. Überall nur Grauen und Not: Trockenheit, Verdorren der Ernte auf dem Halm, überall nur Untergang. In Anbetracht des grausamen Schicksals, durch die Götter verordnet, fordert er sich selbst zu sofortiger Flucht auf, als seine Ehefrau Iokaste erscheint. Sie wundert sich über Ödipus' Verzweiflung. Männlich sei es, sich dem Schicksal zu stellen. Den Vorwurf der Feigheit kontert Ödipus mit dem Hinweis auf seine Begegnung mit der Sphinx, der er standgehalten habe. Iokaste erinnert ihn an seine königlichen Aufgaben, die er durch das Erschlagen der Sphinx erhalten habe. Ödipus dagegen sieht die Rettung nur noch bei Phöbus Apollon. Dann zieht der Chor ein und bleibt bis zum Ende auf der Bühne. Er greift Ödipus' Ton der Verzweiflung auf und variiert die Untergangserwartung des Ödipus immer wieder durch eigene Bilder. Er schwelgt in Todesbildern. Keine Rettung erwartet man mehr von den Göttern, sondern nur noch den Tod.

### Akt II
Ödipus sieht Kreon, Iokastes Bruder, kommen, der das erhaltene Orakel, sehnsüchtig von Ödipus erwartet, vorträgt: Das Unheil Thebens erfordere, dass "der Fremdling", der den König Laius tötete, schnellstens die Stadt verlasse. Doch bleibt unklar, wer gemeint ist. Bevor nicht das erlittene Unrecht gesühnt sei, werde das Unglück der Stadt nicht beendet werden. Als Kreon, von Ödipus befragt, den Tatort schilderte, sehen sie Tiresias, den blinden Seher, mit Manto, seiner Tochter und Führerin, kommen. Ödipus fordert ihn auf, das Orakel zu deuten. Das Doppelopfer eines Stiers und einer Färse sollen dabei helfen. Manto muss Tiresias beschreiben, was sie sieht. Der Verlauf des Opfers und die folgende Eingeweideschau beunruhigen Tiresias und Manto zutiefst, stets begleitet von Ödipus' emotionaler Frage nach dem Mörder. Schließlich weist Tiresias den Weg, indem er den Ratschlag gibt, den Herrscher der Unterwelt, Pluto, zu befragen. Dafür komme nur Kreon infrage, da Ödipus als König nicht den Hades betreten dürfe. Der Chor beschließt den Akt mit seinem zweiten Lied, einem Preislied des Bacchus.

### Akt III

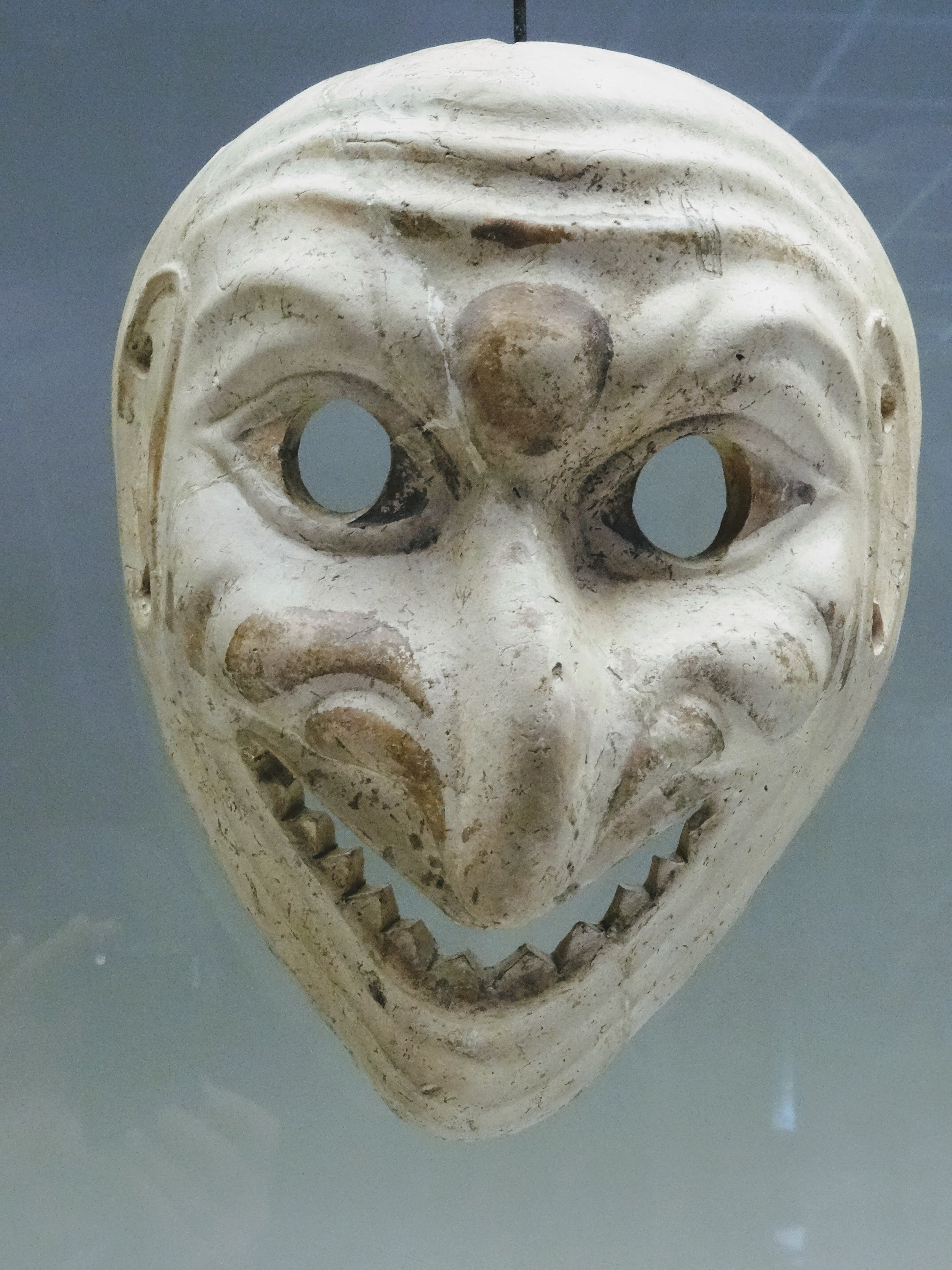
Antike Theatermaske, Köln

Der von der Beschwörung des toten Laius zurückgekehrte Kreon wird von Ödipus bedrängt, seine Erlebnisse mitzuteilen. Kreon ist eher zurückhaltend und deutet das Ungeheuerliche nur an, indem er darauf hinweist, dass Ödipus selbst letztlich das Wissen verwünschen werde. Unter Druck gesetzt beginnt Kreon seinen Bericht von dem Vorgefallenen. Es ist ein unheimlicher Ort, an den Kreon, begleitet von Tiresias und Manto, sich begibt. Nochmals werden Tiere geopfert, dann die Manen und der Herr des Todes angerufen. Singend versucht der Seher die Schattenwelt zu besänftigen oder zu bezwingen, am Ende erfolgreich. Ein ungeheures Chaos bricht los: die Erde öffnet sich donnernd und die Wesen der Unterwelt springen heraus. Kreon erstarrt, selbst Manto ist erschüttert, einzig Tiresias behält den Überblick und ruft die Schatten herbei. Unter ihnen der von Blut, Schmutz und Kot verkrustete Laius, der voller Empörung seine Rede beginnt. Nicht der Zorn der Götter sei schuld am Unglück von Theben, sondern ein ungeheuerlicher Frevel, begangen von König Ödipus selbst. Ein Mörder sei er und in einer inzestuöser Verbindung mit seiner eigenen Mutter. Dafür werde er lebenslang büßen müssen. Alles Übel werde mit ihm zusammen die Stadt verlassen. Ödipus’ Reaktion zeigt Unglauben und ein gutes Gewissen: er sieht sich weiterhin als Sohn von Polybus und Merope und glaubt, der Mord an Laius sei lange vor seiner Ankunft in Theben passiert. Ödipus glaubt an eine List von Kreon und Tiresias, um ihn um seinen Thron zu bringen. Er lässt Kreon festnehmen. Selbst der Chor kann nicht an die Schuld des Ödipus glauben, sondern verweist auf älteren Zorn der Götter.

### Akt IV
Ödipus versucht sich zu erinnern, was damals an der Wegegabelung fern von Theben passierte. Seine Erinnerung ist schwach. Vor sich gibt er zu, einen Alten, der ihn provozierte, mit seinem Stab zu Tode gebracht zu haben. Die hinzutretende Iokaste fragt er nach dem Alter des Laius bei seinem Tod. Als andere von ihr erfragte Umstände auch mit seiner Erinnerung übereinstimmen, tritt ein alter Bürger Korinths auf, der Ödipus den Tod des Polybus, seines vermeintlichen Vaters, meldet. Ödipus zeigt sich gespalten. Einerseits möchte er zurück in seine Heimat, andererseits fürchtet er sich wegen der Warnung des Delphischen Orakels vor einer Ehe mit seiner Mutter. Als der Korinther das hört, beruhigt er ihn mit dem Hinweis, dass Merope gar nicht seine Mutter sei. Er selbst habe Ödipus als Baby mit durchstochenen Füßen von einem königlichen Hirten erhalten. Ödipus möchte den Namen wissen. Der Korinther kennt ihn nicht, weist aber unheilschwanger darauf hin, nicht das Schicksal herausfordern zu wollen. Doch Ödipus insistiert. Obendrein nähert sich Phorbas, der ehemalige Oberhirte des Königs mit Dienern des Ödipus. Jetzt möchte es Ödipus genau wissen. Doch zuerst erkennen sich der alte Korinther und Phorbas nicht. Als aber von dem Baby mit der Fußwunde die Rede ist, wird schnell klar, dass die beiden die Übergabe des Kindes bewerkstelligten. Ödipus ist schockiert, als er die Worte des Phorbas hört, seine Gattin sei die Mutter gewesen. Als der alte Korinther und Phorbas sich zurückziehen, fängt Ödipus an zu rasen, während er das gesamte Unheil versteht. Er wendet sich dem Palast zu, während der Chor einen Kontrapunkt setzt und sich ein Geschick wünscht, dass frei sei von schwerem Sturm. Ganz stoisch verkündet der Chor, dass alles, was das Maß übersteige, nur ein schwankendes Fundament habe. Als Beispiel dient ihm Icarus' Sonnenflug und sein folgender Absturz. Dann kommt ein Bote aus dem Palast.

### Akt V

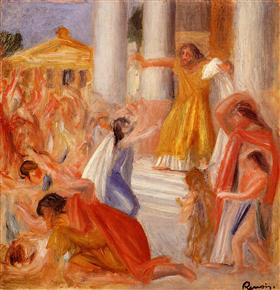
Ödipus blind, Renoir 1895

Der Diener des Ödipus tritt erschüttert vom Erlebten auf und teilt das Beobachtete mit. Ödipus hatte, nachdem er seine Untat verstanden hatte, sofort den Palast aufgesucht, getobt und geschrien, welche Strafe für ihn angemessen sei. Die Todesstrafe sei nicht genug, der Schmerz zu kurz, die Strafe müsse lang und langsam sein. Tränenüberströmt kommt ihm in seinem Rasen eine neue Idee. Von Sinnen reißt er sich gewalttätig die Augen aus, wendet sich blutüberströmt an die Götter, jetzt von seiner Stadt abzulassen, da er Gerechtigkeit an sich geübt habe. Schicksalgelenkt seien wir, schließt der Chor den Akt. Der Schicksalsfaden, einmal gesponnen, könne seinen Lauf nicht verändern, nicht einmal Gebete hülfen. Aus der knarrenden Tür tritt tastend Ödipus, ohne Führer seinen Weg suchend.

### Akt VI
Der geblendete Ödipus beginnt einen kurzen Monolog mit den Worten, jetzt sei es gut, die Schuld bezahlt. Doch sei die schwarze Wolke nicht Ödipus zu verdanken, sondern das Licht habe sich vor ihm zurückgezogen. Der Chor begleitet den Auftritt Iokastes, die sich nähert und hin- und hergerissen ist, ob sie Ödipus ansprechen sollte oder nicht. Schließlich beginnt sie tastend ein Gespräch, indem sie ihn fragt, wie sie ihn nennen solle. Sohn? Sie fordert ihn auf zu sprechen, obgleich er abgewandt bleibt. Dann erkennt er der Mutter Stimme und wehrt sie ab, indem er darauf hinweist, dass ihnen jeder Kontakt verwehrt sei, Trennung sei geboten. Iokaste entgegnet, dass das Schicksal die Schuld trage. Ödipus allerdings akzeptiert diese Sicht nicht und möchte nicht darüber sprechen. Iokaste erkennt für sich jetzt an, dass sie an Verbrechen beteiligt gewesen sei, verflucht sich selbst und greift zum Schwert, in das sie sich stürzt. Als der Chor dem blinden Ödipus den Selbstmord verkündet, klagt Ödipus Apoll an, den Tod der Mutter mit seinen Orakeln verschuldet zu haben. Sofort wendet er sich zum Aufbruch, die Stadt zu verlassen. Zuvor spricht er noch die Thebaner an, die jetzt erleichtert in die Zukunft blicken könnten, da er die Stadt verlasse und sie damit von Unheil, Krankheit und Seuche befreie.

## Literarische Vorlagen
Der Ödipus-Mythos gehörte in der Antike zu den wichtigsten Themen des thebanischen Sagenkreises. Es gibt zahlreiche Autoren, die diesen Stoff bearbeitet haben: Aischylos, Euripides, Xenokles, Meletos u. a. Neben Senecas Bearbeitung ist jedoch nur Sophokles’ König Ödipus (436–433 v. Chr.) überliefert. Grundsätzlich hält sich Seneca an Aristoteles’ Poetik (4. Jh. v. Chr.), der die Qualität einer Tragödie u. a. darin sieht, dass der Autor kreativ mit dem vorgefundenen mythischen Stoff umgeht und daraus eine eigene Narration erschafft.

## Datierung
Die Datierung ist bei allen Tragödien Senecas durchaus unsicher. Sicher ist, dass Kaiser Nero großen Gefallen an den Tragödien Senecas fand, und Seneca vielleicht meinte, auf diese Weise einen gewissen Einfluss auf den unsteten Charakter Neros ausüben zu können. D.h., die Tragödien müssen in einer Zeit der relativen Zugänglichkeit Neros verfasst worden sein. Trotzdem kann nicht einmal eine relative Chronologie festgestellt werden. Auch zeitliche Anspielungen können nicht ermittelt werden. Das Archive of Performances of Greek & Roman Drama der Universität Oxford hingegen datiert die Abfassung in die Jahre von 49 bis 53, das heißt in den Zeitraum zwischen Senecas Rückkehr nach Rom im Jahr 49 und der Abfassung des Hercules, den sie mit John G. Fitch in das Jahr 54 datieren.

## Aufführungsgeschichte
Ob die Dramen je aufgeführt wurden, weiß man nicht. Es ist jedoch nicht unwahrscheinlich, dass es zu Lesevorführungen kam, an denen auch Nero beteiligt war. Auch sogenannte Liebhaber-Aufführungen sind denkbar, aber in der Antike nicht bekannt. Im Mittelalter, der Renaissance und im 16. und 17. Jahrhundert genießt Seneca als Tragödiendichter größtes Ansehen. Der englische Dominikaner Nicolaus Treveth (um 1260-1330) verfasste einen Kommentar zu den Tragödien, Albertino Mussato zeigt sich in seinem Drama Ecerinis stark von Seneca beeinflusst. In der Italienischen Renaissance werden Senecas Stücke sogar zur Aufführung gebracht, er galt als Vollender der antiken Tragödie. Conrad Celtis, Jacob Locher und Erasmus von Rotterdam gaben seine Tragödien heraus. Ein starker Einfluss Senecas auf Märtyrer- und Jesuitendramen kann im 16. und 17. Jahrhundert festgestellt werden. Nachhaltige Wirkung beobachten wir auch bei Hans Sachs (Drama über die „unglückhafftig Königin Jocasta“), Martin Opitz („Troades“), Andreas Gryphius und Daniel Casper von Lohenstein („der teutsche Seneca“). Auch in Frankreich, England und Italien ist sein Einfluss im 16. und 17. Jahrhundert groß, was sich auch in Übersetzungen und Nachahmungen zeigt. Mit dem 18. Jahrhundert werden die griechischen Autoren und besonders Sophokles größere Bedeutung erhalten.

## Textausgaben
Lateinischer Text
- Bruno W. Häuptli (Hrsg.): L. A. Seneca, Ödipus. Frauenfeld 1983 (Text und Kommentar).
- Rudolfus Peiper, Gustavus Richter (Hrsg.): L. Annaei Senecae Tragoediae. Leipzig 1902, S. 201–240.

Zweisprachige Ausgaben
- Konrad Heldmann (Hrsg.): L. Annaeus Seneca, Oedipus. Reclam, Stuttgart 1974, 1992 (Text, Übersetzung, Metrik, Nachwort), ISBN 978-3-15-009717-5
- Karlheinz Töchterle (Hrsg.): L. A. Seneca: Oedipus. Heidelberg 1994 (Einleitung, Text, Kommentar, Übersetzung).

Englische Übersetzungen
- Seneca, Six Tragedies, translated by Emily Watson. Oxford 2010, S. 39–69.